# Mimozyganthus
Mimozyganthus là một chi thực vật có hoa trong họ Đậu.